# 고양이 애호가 협회 (중화인민공화국)
고양이 애호가 협회(Cat Aficionado Association, CAA)는 중국 최대의 혈통 고양이 등록 기관이자, 아시아 최초의 혈통 고양이 등록 협회로 미국 고양이 애호가 협회(ACFA)와 함께 국제적으로 인정받고 있다. 중국 베이징에 본사를 둔 CAA는 2001년 3월 3일에 설립되었다.
국제무대에 진출하기 위해 CAA는 2002년에 ACFA와 파트너십을 맺었다. CAA는 ACFA 표준을 준수하고 ACFA 심판들을 초청하여 공식 경기 행사를 주관한다.

## 활동
CAA는 고양이 구조, 아시아 전역에서 기록된 수천 마리의 야생 및 버려진 고양이들을 위한 프로젝트(TNR)와 같은 다양한 프로그램으로 조직으로서 진화하고 있다. CAA는 또한 고양이와 순종 고양이 주인들을 교육하고 보조하여 혈통을 등록한다.
대부분의 단체들처럼, 고양이 쇼를 조직하고 운영한다. 베이징에서 열린 CAA의 세 번째 쇼(2004년 1월 1일 ~ 3일)는 캐나다 ACFA의 한 회원이 방문했을 때의 차이니즈 화이트와 드래곤 리에 대한 사진과 같이 있던 글로 짧게 기록되었다.